# 置賜綜合支廳
置賜綜合支廳（おきたまそうごうしちょう）是山形縣的一個支廳。廳舍位于米澤市，另在西置賜（長井市）設有分廳舍。

## 關聯條目
- 最上綜合支廳
- 村山綜合支廳
- 庄內綜合支廳

## 外部連結
- 置賜綜合支廳 （页面存档备份，存于）